# ボリス・バルネット
ボリス・バルネット（Boris Vasilyevich Barnet, ロシア語 Борис Васильевич Барнет, 1902年6月18日 - 1965年1月8日）は、ソビエト連邦（現在のロシア）の映画監督、脚本家、俳優である。

## 人物・来歴
ロシア帝国（現在のロシア）のモスクワにボリス・ヴァシリェヴィッチ・バルニェットとして生まれる。
モスクワ美術大学の学生となり、16歳となった1918年ころ、赤軍に加盟し、専門的にボクシングを身に着けた。1924年、レフ・クレショフが監督した『ボリシェヴィキの国におけるウェスト氏の異常な冒険』に出演した。1927年には、フョードル・オツェプの共同監督として、『ミス・メンド』を初めて監督した。同年、『帽子箱を持った少女』を単独で監督した。
1963年に発表された『ちいさな駅』が最後の監督作となった。その後は沈黙し、アルコール中毒となった。
1965年1月8日、ソビエト連邦（現在のラトビア）のリガで自殺した。満62歳没。父ボリスの没後、娘のオルガ・バルネット はモスクワ芸術座の女優となった。

## おもなフィルモグラフィ
- 『ボリシェヴィキの国におけるウェスト氏の異常な冒険』 Необычайные приключения мистера Веста в стране Большевиков) : 監督レフ・クレショフ、1924年 - 出演
- 『ミス・メンド』 Мисс Менд : 共同監督フョードル・オツェプ、1927年 - 監督
- 『帽子箱を持った少女』 Девушка с коробкой : 1927年 - 監督
- 『アジアの嵐』 Потомок Чингисхана : 監督フセヴォロド・プドフキン、1928年 - 出演
- 『トルブナヤの家』 Дом на Трубной : 1928年 - 監督
- 『雪どけ』 Ледолом : 1931年 - 監督
- 『国境の町』 Окраина : 1933年 - 監督・脚本
- 『青い青い海』 У самого синего моря : 1935年 - 監督
- 『騎手物語』 Старый наездник : 1940年 / 1959年 - 監督
- 『賞金首』 Бесценная голова : 1942年 - 監督
- 『ノヴゴロドの人びと』 Новгородцы : 1942年 - 監督
- 『諜報員』 Подвиг разведчика : 1948年 - 監督・出演
- 『豊かな夏』 Щедрое лето : 1951年 - 監督
- 『リャナ』 Ляна (фильм) : 1955年 - 監督
- 『レスラーと道化師』 Борец и клоун : 1957年 - 監督
- 『アリョンカ』 Алёнка : 1961年 - 監督
- 『ちいさな駅』 Полустанок : 1963年 - 監督

## 関連事項
- モスクワ美術大学（Moscow School of Painting, Sculpture and Architecture）
- アラ・カザンスカヤ （en:Alla Kazanskaya）
- オルガ・バルネット （en:Olga Barnet）
- レフ・クレショフ
- ジガ・ヴェルトフ